# Aphelocoma wollweberi
Aphelocoma wollweberi là một loài chim trong họ Corvidae.